# Mihaela Pogăcean
Mihaela Pogăcean (* 27. Januar 1958 in Bukarest als Mihaela Stoica) ist eine ehemalige rumänische Hürdenläuferin, die sich auf die 100-Meter-Distanz spezialisiert hat. Sie ist aktuell Inhaberin der Landesrekorde über 60 m Hürden in der Halle sowie über 100 m Hürden im Freien und gewann 1988 und 1990 jeweils eine Bronzemedaille über 60 m Hürden bei Halleneuropameisterschaften.

## Sportliche Laufbahn
Erste internationale Erfahrungen sammelte Mihaela Pogăcean vermutlich im Jahr 1975, als sie bei den Junioreneuropameisterschaften in Athen in 14,28 s den fünften Platz über 100 m Hürden belegte. 1981 schied sie bei der Sommer-Universiade in Bukarest mit 13,45 s im Vorlauf aus und im Jahr darauf siegte sie in 13,15 s bei den Balkanspielen in Bukarest. 1983 schied sie bei den erstmals ausgetragenen Weltmeisterschaften in Helsinki mit 13,21 s im Viertelfinale aus und belegte bei den Weltstudentenspielen in Edmonton in 13,40 s den sechsten Platz. 1986 kam sie bei den Halleneuropameisterschaften in Madrid im Vorlauf über 60 m Hürden nicht ins Ziel und im August belegte sie bei den Freiluft-Europameisterschaften in Stuttgart in 13,17 s den achten Platz. 1988 gewann sie bei den Halleneuropameisterschaften in Budapest in 7,92 s die Bronzemedaille im 60-Meter-Hürdenlauf hinter der Ostdeutschen Cornelia Oschkenat und Marjan Olyslager aus den Niederlanden. Im Juli siegte sie dann in 12,84 s bei den Balkanspielen in Ankara. Im Jahr darauf gelangte sie bei den Hallenweltmeisterschaften in Budapest mit 7,95 s auf den fünften Platz über 60 m Hürden und im Sommer verteidige sie bei den Balkanspielen in Serres in 12,91 s ihren Titel über 100 m Hürden. 1990 gewann sie bei den Halleneuropameisterschaften in Glasgow in 7,99 s erneut die Bronzemedaille über 60 m Hürden, diesmal hinter Ludmila Engquist aus der Sowjetunion und der Französin Monique Éwanjé-Épée. Im Jahr darauf belegte sie bei den Hallenweltmeisterschaften in Sevilla in 8,04 s den sechsten Platz und im August schied sie bei den Weltmeisterschaften in Tokio mit 13,38 s in der ersten Runde über 100 m Hürden aus. Daraufhin beendete sie ihre aktive sportliche Karriere im Alter von 33 Jahren.

## Persönliche Bestzeiten
- 100 m Hürden: 12,62 s (+1,2 m/s), 29. Juni 1990 in Villeneuve d'Ascq (rumänischer Rekord)
  - 60 m Hürden (Halle): 7,86 s, 5. März 1988 in Budapest (rumänischer Rekord)